# ヤスダスズヒト
ヤスダ スズヒトは、日本のイラストレーター、漫画家、デザイナー、同人作家。本名非公開。三重県桑名市出身。東京都在住。

## 来歴
同人作家としての活動を経てイラストレーターとしてデビュー。2006年、『月刊少年シリウス』にて自身初のオリジナル長編漫画『夜桜四重奏 〜ヨザクラカルテット〜』の連載を開始、2019年5月号からは夜桜四重奏と同時並行して月刊少年シリウスで『ブーツレグ』の連載を始めた。

## 作品一覧

### 漫画
- 夜桜四重奏 〜ヨザクラカルテット〜[3]（講談社刊『月刊少年シリウス』、全34巻）
- ピンキーコミック（単巻、ワニブックス刊『コミックガム』）
- Eine Kleine Nachtmusik（ワニマガジン社刊『robot』→『季刊GELATIN』）
- プラトニックチェーン Selected Stories 2,3（スクウェア・エニックス）
- マジキュープレミアム：エンジェリヲ（エンターブレイン）
- ライラ・ライクル（角川書店刊『ビーンズエース』では 『Lira Rycle』として連載→『アルティマエース』Vol.3 - ）
- ブーツレグ（講談社刊『月刊少年シリウス』、既刊5巻）

### 小説、イラスト担当
- 魔法少女リオ　コスプレオーバードライブ（作：桑島由一、二次元ドリームノベルズ刊）※「やすだずるひと」名義
- 神様家族（作：桑島由一、MF文庫J刊）
- おーぷん・ハート ロケットライダーがいた日（作：鯨晴久、角川スニーカー文庫刊）
- 鬼神新撰（作：出海まこと、電撃文庫刊）
- ラスト・ビジョン（作：海羽超史郎、電撃文庫刊）
- 毛布お化けと金曜日の階段（作：橋本紡、電撃文庫刊）
- 飛剣術士アグリー〜非恋〜（作：白井信隆、電撃hpVolume.9刊）
- 越佐大橋シリーズ（作：成田良悟、電撃文庫刊）
- デュラララ!!（作：成田良悟、電撃文庫刊）
- 世界の中心、針山さん（作：成田良悟、電撃文庫刊）
- Girl's Guard 君の歌は僕の歌（作：桜庭一樹、ファミ通文庫刊）
- トライゼノンZP（作：日下弘文、富士見ファンタジア文庫刊）
- 秋葉少年（作：将吉、講談社刊）
- スカーレット・ソード（著：山本一郎・伊藤龍太郎、ソフトバンク刊）
- 投資銀行青春白書（作：保田隆明、ダイヤモンド社刊）
- レッドアローズ（作：森野樹、講談社BOX Powers BOX刊）
- ムーの少年（作：滝本竜彦、角川書店刊）
- ファンダ・メンダ・マウス（作：大間九郎、このライトノベルがすごい!文庫刊）
- ダンジョンに出会いを求めるのは間違っているだろうか（作：大森藤ノ、GA文庫）
- オツベルと笑う水曜日（作：成田良悟、メディアワークス文庫刊）
- キラーチューンオーバーチュア（作：触媒ファントムガール、MF文庫J刊）
- 宮沢賢治童話集 銀河鉄道の夜（作：宮沢賢治、角川つばさ文庫）
- ガンダムビルドファイターズ（作：あすか正太、角川スニーカー文庫刊）
- かがやき荘アラサー探偵局（作：東川篤哉、新潮社刊）
- 犬と勇者は飾らない（作：あまなっとう、オーバーラップ文庫刊）

### キャラクターデザイン、挿絵、他
- まじかるアンティークアンソロジー（エンターブレイン）、イラスト担当
- 夜が来る!ビジュアルファンブック（エンターブレイン）、イラスト担当
- FFXIアンソロジー（エンターブレイン）、イラスト担当
- セガガガ 虹野カオリン（セガ）、キャラクターデザイン担当
- 二次元DNsマスコットキャラ にじこちゃん（マイクロデザイン）、キャラクターデザイン担当
- 冲方式ストーリー創作塾（宝島社）、カバーイラスト担当
- 爆音ギター女子図鑑 イラスト担当
- ASTRO GIRLS 星座・天文 萌えて覚える宇宙の基本（PHP研究所）、表紙、イラスト担当
- 「TOWERanime」イメージキャラクター 田和玲子・平島和音（タワーレコード）、キャラクターデザイン担当
- ダンジョンに出会いを求めるのは間違っているだろうか 外伝 ソード・オラトリア （GA文庫）、キャラクターデザイン原案[4]
- なぜ、この人と話をすると楽になるのか（著：吉田尚記、太田出版）、表紙、イラスト担当
- 没頭力 「なんかつまらない」を解決する技術（著：吉田尚記、太田出版）、表紙、イラスト担当
- サントリー公式バーチャルYouTuber 燦鳥ノム、キャラクターデザイン
- 言霊少女プロジェクト、キャラクター原案
- ビキニ・ウォリアーズ、クノイチデザイン

### 画集
- ヤスダスズヒト画集 シューティングスター・カルナバル Side：夜桜四重奏（講談社刊）
- ヤスダスズヒト画集 シューティングスター･ビバップ Side：デュラララ!!（アスキー・メディアワークス刊）
- ヤスダスズヒト画集 シューティングスター・エチケット Side:夜桜四重奏（講談社刊）
- ヤスダスズヒト画集 シューティングスター・ダンディズム Side:デュラララ!!（アスキー・メディアワークス刊）

### テレビアニメ
- 夜桜四重奏 〜ヨザクラカルテット〜（2008年）、#1原画
- ギルティクラウン（2012年）、第16話エンドカード
- 夜桜四重奏 〜ハナノウタ〜（2013年）、原画
- DEVIL SURVIVOR 2 the ANIMATION（2013年）、キャラクターデザイン原案
- ガンダムビルドファイターズ（2013年）、キャラクターデザイン協力
- ガンダムビルドファイターズトライ（2014年）、キャラクターデザイン協力
- 愛・天地無用!（2014年）、キャラクターデザイン
- デンキ街の本屋さん（2014年）、第8話エンドカード
- アルスラーン戦記 風塵乱舞（2016年）、第4話エンドカード
- DIVE!!（2017年）、キャラクター原案[5]
- リーマンズクラブ（2022年）キャラクター原案

### ゲーム
- 女神異聞録デビルサバイバー（アトラス）、キャラクターデザイン
- デビルサバイバー2（アトラス）、キャラクターデザイン
- デジモンワールド リ:デジタイズ（バンダイナムコ）、キャラクターデザイン
- 拡散性ミリオンアーサー（スクウェア・エニックス）、一部カードイラスト
- LORD of VERMILION（スクウェア・エニックス）、一部カードイラスト、Re:2より参加
- アンチェインブレイズ エクシヴ（フリュー）、キャラクター（リュウガ）デザイン
- Caladrius（モス）、キャラクターデザイン
- デジモンストーリー サイバースルゥース、デジモンストーリー サイバースルゥース ハッカーズメモリー（バンダイナムコ）、キャラクターデザイン
- デジモンストーリー タイムストレンジャー（バンダイナムコ）、キャラクターデザイン
- ファンタシースターオンライン2（SEGA）、2015、3周年記念スクラッチ　一部キャラクターデザイン、アイテム
- GROOVE COASTER 3 LINK FEVER（タイトー）、キャラクターデザイン
- Fate/Grand Order（TYPE-MOON）、一部カードイラスト
- スーパーロボット大戦DD（バンダイナムコエンターテインメント）、オリジナルキャラクターデザイン
- マギアレコード 魔法少女まどか☆マギカ外伝（アニプレックス）、飾利潤キャラクターデザイン・カードイラスト

### その他
- このライトノベルがすごい!（宝島社、表紙挿絵・イメージキャラクター担当、公式サイト内に配布のデスクトップ壁紙にも使用）